# Otto Gmelin
Otto Helmuth Gmelin (ou Gmeling), né le 5 juillet 1876 à Wangen im Allgäu (Allemagne) et mort le 29 octobre 1925 à Esslingen am Neckar, est un dirigeant de football allemand, 9e président du FC Barcelone du 14 octobre 1909 au 17 novembre 1910.

## Biographie
Né en 1876 en Allemagne, Otto Gmelin s'établit à Barcelone pour se consacrer à l'importation et au commerce de produits coloniaux. Il rejoint le FC Barcelone de la main du fondateur Hans Gamper. Ils deviennent amis en fréquentant la communauté de protestants germano-suisse de Barcelone. Gmelin n'a jamais joué sous le maillot du Barça, mais il arbitre quelques matchs.
Le 14 octobre 1909, lorsque Gamper démissionne de son premier mandat présidentiel, les socios choisissent son bras droit Gmelin mais souhaitent aussi que Gamper continue à jouer un rôle en étant trésorier. Avec Otto Gmelin à la présidence, le club connaît sa meilleure saison sportive depuis sa fondation en 1899 et conquiert son premier triplé. Le Barça remporte sa première Coupe d'Espagne, le championnat de Catalogne en gagnant tous les matchs et la Coupe des Pyrénées, premier titre au niveau international. Le Barça joue aussi pour la première fois face une équipe professionnelle, le Cardiff Corinthians, qui voit le Barça l'emporter sur le score de 4 à 1.

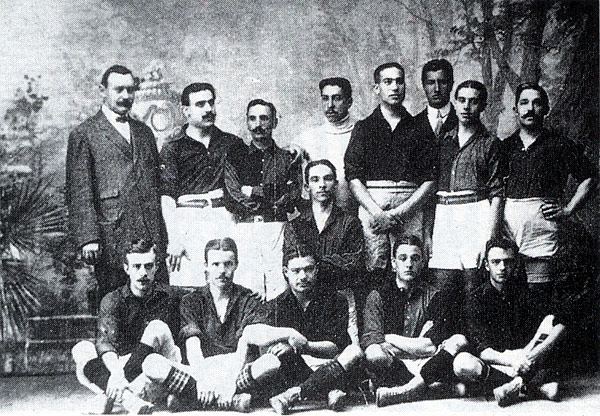
Gmelin (debout, troisième depuis la droite) avec les vainqueurs du triplé en 1910. C'est la dernière fois que le Barça porte des shorts blancs.

Pour célébrer les succès sportifs de la saison, le 17 juillet 1910 le FC Barcelone se dote de son premier hymne officiel composé par José Antonio Lodeiro Piñeiros. C'est le premier club espagnol qui a un hymne. Durant le mandat présidentiel de Gmelin, il y a d'autres nouveautés comme l'écusson en forme de marmitte dessiné par Carlos Comamala. Les shorts blancs sont remplacés par des shorts bleus.
Après un mandat de onze mois, Gmelin quitte la présidence qui revient à Gamper le 17 septembre 1910. Gmelin fait de nouveau partie du comité du club lors de la saison 1911-1912.
En marge du football, Otto Gmelin est un grand amateur de tennis, comme joueur mais surtout comme arbitre. Il est un des pionniers de la section tennis du FC Barcelone, et avec Hans Gamper, il est dirigeant de l'Asociación de Lawn-Tenis de Barcelona qui devient plus tard le Real Club de Tenis Barcelona,.
Gmelin est connu populairement comme le «Grand Otto» en raison de sa corpulence. Une bonne partie de sa vie est marquée par des problèmes de santé. Victime d'une longue maladie, il retourne en Allemagne lors des derniers mois de sa vie.